# Călătorie în Anglia și în Scoția
Călătorie în Anglia și în Scoția (franceză: Voyage à reculons en Angleterre et en Écosse) este un roman de călătorii de Jules Verne și Aristide Hignard din 1859.

## Intriga
Jonathan, un distins compozitor, îl invită pe prietenul său Jacques să viziteze împreună Scoția. Însă entuziasmul celor doi este temperat de întârzierea prelungită a vasului care trebuie să-i transporte dincolo de Canalul Mânecii. În cele din urmă, aflând că vasul va ancora la Bordeaux, călătorii pornesc spre sudul Franței pentru a se urca la bordul său și a urca apoi cu el... spre nord.
După o întârziere de mai multe zile, Jonathan și Jacques părăsesc în cele din urmă Franța și pătrund în Anglia prin portul Liverpool. Aici iau primul contact cu obiceiurile englezești, dintre care unele li se par de-a dreptul bizare. Întârzierea de la plecare îi obligă să comprime vizitele pe care intenționează să le facă, pentru a ajunge cât mai repede la destinația lor: Scoția.
Ajunși la Edinburgh, cei doi se cazează la o rudă a lui Jonathan, domnul B., după care pornesc să viziteze ținuturile Scoției având ca ghid romanele lui Walter Scott. Scurtul sejur printre munții și lacurile scoțiene se încheie în casa aceluiași domn B., după care prietenii pornesc spre Londra într-un tren aglomerat. Călătoria pe tărâmul britanic se încheie cu vizitarea monumentelor importante ale capitalei engleze și vizionarea unui spectacol de teatru, Macbeth de William Shakespeare.

### Capitolele cărții
| - I. - Cum a fost stabilită călătoria în Anglia și în Scoția - II. - Vaporul care nu mai sosește - III. - În care cei doi prieteni vizitează Nantes - IV. - Primele clipe la bord - V. - Jonathan suferă de rău de mare - VI. - Spre Scoția, dar cu peripeții - VII. - Escala de la Bordeaux - VIII. - Despre vinul de Bordeaux - IX. - O vizită în bazinul Arcachon - X. - Pregătiri pentru ridicarea ancorei - XI. - La drum spre Scoția, în sfârșit! - XII. - O noapte pe mare - XIII. - În care Jacques Lavaret întâmpină unele dificultăți de pronunție - XIV. - Jacques și Jonathan debarcă la Liverpool - XV. - Măreția și mizeria orașului Liverpool - XVI. - Descoperirea obiceiurilor englezești - XVII. - Un concert nocturn - XVIII. - Despre avantajele căilor ferate englezești - XIX. - Sosirea la Edinburgh - XX. - Un oraș cu multe contraste - XXI. - Anglia: o mare lady, ieșită la plimbare - XXII. - Farmecele lui miss Amelia - XXIII. - O reuniune de familie - XXIV. - Despre gastronomia scoțiană | - XXV. - Jacques și Jonathan vizitează Edinburgh-ul - XXVI. - O nouă lecție de pronunție - XXVII. - Scoția este o țară ploioasă - XXVIII. - Pe urmele lui Walter Scott - XXIX. - În tren, spre Glasgow - XXX. - Mirosul de Chester - XXXI. - În care este vorba despre cârnați și umbrele - XXXII. - La bordul lui Prince Albert - XXXIII. - Călătorii de pe imperială - XXXIV. - De la lacul Katrine la Stirling - XXXV. - Cu ce seamănă un highlander - XXXVI. - În tren spre Londra - XXXVII. - În regatul cărbunelui - XXXVIII. - Sosirea la Londra - XXXIX. - Saint Paul și Tamisa - XL. - Parlamentul, apoi Westminster, Whitehall, Trafalgar Square - XLI. - Palatul Buckingham, Hyde Park, Picadilly, Strand - XLII. - Jacques și Jonathan se duc la teatru - XLIII. - O lady Macbeth de neuitat - XLIV. - Cu vasul pe Tamisa - XLV. - Turnul Londrei, Regent's Park - XLVI. - O vizită la Muzeul Tussaud - XLVII. - O ghilotină după moda englezească - XLVIII. - Imaginația le va fi ghid de acum înainte |